# Jean Borotra
Jean Laurent Robert Borotra (ur. 13 sierpnia 1898 w Biarritz, zm. 17 lipca 1994 w Arbonne) – francuski tenisista, jeden z „Czterech Muszkieterów Tenisa”.

## Kariera tenisowa
W grze pojedynczej odniósł cztery zwycięstwa w turniejach wielkoszlemowych – Wimbledon 1924 i 1926, French Championships (obecnie French Open) 1924 i 1931, Australian Championships (obecnie Australian Open) 1928. Dodatkowo Francuz sześć razy awansował do finału rozgrywek wielkoszlemowych.
W grze podwójnej tenisista francuski zwyciężył w dziewięciu imprezach wielkoszlemowych, a także trzy razy był uczestnikiem finału.
W grze mieszanej Borotra został pierwszym tenisistą w historii, któremu udało się skompletować karierowego wielkiego szlema. Łącznie zdobył pięć tytułów w mikście i osiągnął jeden finał.
W 1924 roku Borotra zdobył, wspólnie z Reném Lacoste’em, brązowy medal podczas igrzysk olimpijskich w Paryżu w konkurencji gry podwójnej.
Jako wielokrotny reprezentant Francji Borotra odnosił także sukcesy w Pucharze Davisa; startował w barwach Francji w latach 1922–1947. Wygrał 44 pojedynki, a 10 przegrał. W latach 1927–1932 zdobywał wraz z pozostałymi muszkieterami, Reném Lacostem, Jacques’em Brugnonem i Henrim Cochetem, sześć razy Puchar Davisa.
W czasie II wojny światowej służył jako dowódca we francuskiej armii, był więziony we Francji (1940) oraz Niemczech (1942); z obu więzień udało mu się uciec. 
W 1976 roku Borotra został uhonorowany miejscem w Międzynarodowej Tenisowej Galerii Sławy.
W 1993 roku wręczył puchar zwycięzcy French Open, Sergiemu Bruguerze.

### Finały w turniejach wielkoszlemowych

#### Gra pojedyncza (4–6)
| Końcowy wynik | Nr | Data | Turniej                                   | Nawierzchnia | Przeciwnik        | Wynik finału            |
| ------------- | -- | ---- | ----------------------------------------- | ------------ | ----------------- | ----------------------- |
| Zwycięzca     | 1. | 1924 | Wimbledon, Londyn                         | Trawiasta    | René Lacoste      | 6:1, 3:6, 6:1, 3:6, 6:4 |
| Finalista     | 1. | 1925 | French Championships, Paryż               | Ceglana      | René Lacoste      | 5:7, 1:6, 4:6           |
| Finalista     | 2. | 1925 | Wimbledon, Londyn                         | Trawiasta    | René Lacoste      | 3:6, 3:6, 6:4, 6:8      |
| Zwycięzca     | 2. | 1926 | Wimbledon, Londyn                         | Trawiasta    | Howard Kinsey     | 8:6, 6:1, 6:3           |
| Finalista     | 3. | 1926 | U.S. National Championships, Forest Hills | Trawiasta    | René Lacoste      | 4:6, 0:6, 4:6           |
| Finalista     | 4. | 1927 | Wimbledon, Londyn                         | Trawiasta    | Henri Cochet      | 6:4, 6:4, 3:6, 4:6, 5:7 |
| Zwycięzca     | 3. | 1928 | Australian Championships, Sydney          | Trawiasta    | Jack Cummings     | 6:4, 6:1, 4:6, 5:7, 6:3 |
| Finalista     | 5. | 1929 | French Championships, Paryż               | Ceglana      | René Lacoste      | 3:6, 6:2, 0:6, 6:2, 6:8 |
| Finalista     | 6. | 1929 | Wimbledon, Londyn                         | Trawiasta    | Henri Cochet      | 4:6, 3:6, 4:6           |
| Zwycięzca     | 4. | 1931 | French Championships, Paryż               | Ceglana      | Christian Boussus | 2:6, 6:4, 7:5, 6:4      |

#### Gra podwójna (9–3)
| Końcowy wynik | Nr | Data | Turniej                          | Nawierzchnia | Partner         | Przeciwnicy                  | Wynik finału             |
| ------------- | -- | ---- | -------------------------------- | ------------ | --------------- | ---------------------------- | ------------------------ |
| Zwycięzca     | 1. | 1925 | French Championships, Paryż      | Ceglana      | René Lacoste    | Henri Cochet Jacques Brugnon | 7:5, 4:6, 6:3, 2:6, 6:3  |
| Zwycięzca     | 2. | 1925 | Wimbledon, Londyn                | Trawiasta    | René Lacoste    | John Hennessey Ray Casey     | 6:4, 11:9, 4:6, 1:6, 6:3 |
| Finalista     | 1. | 1927 | French Championships, Paryż      | Ceglana      | René Lacoste    | Henri Cochet Jacques Brugnon | 6:2, 2:6, 0:6, 6:1, 4:6  |
| Zwycięzca     | 3. | 1928 | Australian Championships, Sydeny | Trawiasta    | Jacques Brugnon | Edgar Moon James Willard     | 6:2, 4:6, 6:4, 6:4       |
| Zwycięzca     | 4. | 1928 | French Championships, Paryż      | Ceglana      | Jacques Brugnon | Henri Cochet Ren de Buzelet  | 6:4, 3:6, 6:2, 3:6, 6:4  |
| Zwycięzca     | 5. | 1929 | French Championships, Paryż      | Ceglana      | René Lacoste    | Henri Cochet Jacques Brugnon | 6:3, 3:6, 6:3, 3:6, 8:6  |
| Zwycięzca     | 6. | 1932 | Wimbledon, Londyn                | Trawiasta    | Jacques Brugnon | Pat Hughes Fred Perry        | 6:0, 4:6, 3:6, 7:5, 7:5  |
| Zwycięzca     | 7. | 1933 | Wimbledon, Londyn                | Trawiasta    | Jacques Brugnon | Ryōsuke Nunoi Jirō Satō      | 4:6, 6:3, 6:3, 7:5       |
| Zwycięzca     | 8. | 1934 | French Championships, Paryż      | Ceglana      | Jacques Brugnon | Jack Crawford Vivian McGrath | 11:9, 6:3, 2:6, 4:6, 9:7 |
| Finalista     | 2. | 1934 | Wimbledon, Londyn                | Trawiasta    | Jacques Brugnon | George Lott Lester Stoefen   | 2:6, 3:6, 4:6            |
| Zwycięzca     | 9. | 1936 | French Championships, Paryż      | Ceglana      | Marcel Bernard  | Pat Hughes Charles Tuckey    | 6:2, 3:6, 9:7, 6:1       |
| Finalista     | 3. | 1939 | French Championships, Paryż      | Ceglana      | Jacques Brugnon | Don McNeill Charles Harris   | 6:4, 4:6, 0:6, 6:2, 8:10 |

#### Gra mieszana (5–1)
| Końcowy wynik | Nr | Data | Turniej                                   | Nawierzchnia | Partnerka            | Przeciwnicy                           | Wynik finału  |
| ------------- | -- | ---- | ----------------------------------------- | ------------ | -------------------- | ------------------------------------- | ------------- |
| Zwycięzca     | 1. | 1925 | Wimbledon, Londyn                         | Trawiasta    | Suzanne Lenglen      | Elizabeth Ryan Umberto De Morpurgo    | 6:3, 6:3      |
| Finalista     | 1. | 1926 | French Championships, Paryż               | Ceglana      | Suzanne LeBesnerais  | Suzanne Lenglen Jacques Brugnon       | 4:6, 3:6      |
| Zwycięzca     | 2. | 1926 | U.S. National Championships, Forest Hills | Trawiasta    | Elizabeth Ryan       | Hazel Hotchkiss Wightman René Lacoste | 6:4, 7:5      |
| Zwycięzca     | 3. | 1927 | French Championships, Paryż               | Ceglana      | Marguerite Broquedis | Lilí Álvarez William Tilden           | 6:4, 2:6, 6:2 |
| Zwycięzca     | 4. | 1928 | Australian Championships, Sydney          | Trawiasta    | Daphne Akhurst       | Esna Boyd John Hawkes                 | odwołany      |
| Zwycięzca     | 5. | 1934 | French Championships, Paryż               | Ceglana      | Colette Rosambert    | Elizabeth Ryan Adrian Quist           | 6:2, 6:4      |